# Operation Terminal
Franz. Marokko: Operation Blackstone – Operation Brushwood – Operation Goalpost
Algerien: Operation Reservist – Operation Terminal
Die Operation Terminal war eine von britischen und US-amerikanischen Truppen am 8. November 1942 durchgeführte Kommandounternehmung im zum damaligen Zeitpunkt vichy-französisch kontrollierten Hafen Algier während des Zweiten Weltkrieges. Die Operation Terminal war eine Teilunternehmung der Operation Torch, der Invasion der anglo-amerikanischen Alliierten in Französisch-Nordafrika, und fand beinahe zeitgleich mit dem Beginn der eigentlichen Hauptlandung statt. Ziel der Operation war es, die im Hafen von Algier liegenden vichy-französischen Schiffe an einer möglichen Selbstversenkung zu hindern. Ferner sollten die französischen Truppen in der Stadt davon abgehalten werden, wichtige Hafeneinrichtungen, darunter Öllager, durch Sprengungen für die Alliierten unbrauchbar zu machen. Obgleich die von britischer und amerikanischer Seite erhoffte Überraschung nicht gelang und die Landungstruppen erhebliche Verluste erlitten, konnte das Hauptziel, das Verhindern der Zerstörung der Hafenanlagen, letztlich erreicht werden, weswegen die Operation als strategischer Erfolg angesehen werden kann, auch wenn die gelandeten Einheiten nach mehreren Stunden zur Kapitulation gezwungen waren und somit eine taktische Niederlage erlitten. 

## Die alliierten Streitkräfte
Der britisch-amerikanische Landungsverband setzte sich aus den beiden britischen Zerstörern Malcolm und Broke sowie 662 Army Rangers des 3. Bataillons des 135. Regimentes der 34. US-Infanteriedivision (Generalmajor C. W. Ryder) zusammen. Ferner befanden sich an Bord der beiden Zerstörer (neben den eigentlichen Schiffsbesatzungen) noch 74 Angehörige der Royal Navy und sechs britische Armeeoffiziere. Während die US-Truppen vornehmlich die Sicherung des Hafengeländes übernehmen sollten, hätten die britischen Seeleute und Soldaten die vichy-französischen Schiffe notfalls entern und vor der Selbstversenkung bewahren sollen. Die US-Truppen standen unter dem Befehl von Lieutenant Colonel Edwin T. Swenson. Befehlshaber der gesamten Landegruppe war Captain Henry L. St. J. Fancourt von der Royal Navy, welcher sich an Bord der Broke befand. 
Daneben befanden sich in Algier selbst etwa 400 Angehörige der Résistance, teils unter der Führung freifranzösischer Offiziere, darunter Henri d'Astier de La Vigerie, die vor dem Eintreffen der alliierten Kräfte die Kommandozentren der Vichy-Truppen in Algier ausschalten und die Befehlsketten unterbrechen sollten. Diese Erhebung ging auf eine geheime Absprache hinsichtlich einer Unterstützung der alliierten Landung durch die Résistance zurück, die am 23. Oktober 1942 in Cherchell zwischen Vertretern des französischen Widerstandes (siehe Deuxième Bureau) und dem amerikanischen General Mark W. Clark stattgefunden hatte.

## Die vichy-französischen Streitkräfte
Algier selbst wurde von zehn Küstenbatterien verteidigt, wobei indessen nur drei von diesen den Hafenbereich und dessen Vorfeld direkt erreichen konnten (diese Batterien sind auch in den Informationsblock aufgenommen), darunter die Batterie des Arcades mit vier 9-cm-Flugabwehrkanonen, welche sich unmittelbar südöstlich der Hafeneinfahrt befand. Die Geschütze, in gemauerten Unterständen untergebracht, standen auf einem etwa 130 m hohen Hügelzug und konnten aus nur 400 m Entfernung die Hafeneinfahrt unter Feuer nehmen. Eine weitere Abwehrbatterie (Batterie de l’Amiraute, je nach Quelle auch als Batterie Jetée du Nord bezeichnet) ausgerüstet mit vier veralteten 12-cm-Geschützen und nahe der nördlichen Mole stehend, konnte den Hafenbereich aus nördlicher Richtung beschießen.
Die schwersten Kanonen, vier 19,4-cm-Geschütze der Batterie du Lazaret, standen 15 Kilometer östlich des Hafens, nahe Cape Matifou, wobei die Kanonen in betonierten Unterständen untergebracht waren. Alle Batterien waren mit Entfernungsmessern, teils mit Infrarotdetektoren und Scheinwerfern versehen. Zudem waren die Batteriegelände von einer großen Anzahl kleinerer Bunker und Unterstände umgeben. 
Die genaue Stärke der Vichy-Truppen ist nicht vollständig gesichert, wobei indessen im näheren Umfeld von Algier und in der Stadt selbst geschätzt rund 7.000 Soldaten standen. Wie viele von diesen letztlich in die Kämpfe eingriffen und in direkte Gefechte verwickelt wurden, ist nur schwer festzustellen, vermutlich waren es aber nicht mehr als 1.500 Mann. Den Vichy-Kräften standen ferner etwa 40 ältere Panzer und Panzerspähwagen zur Verfügung. Befehlshaber des 19. Militärdistriktes (Algerien) und damit auch Kommandant der Küstenverteidigung des XIX. Armeekorps war Général de Corps d’Armée Louis M. Koeltz. Er unterstand dabei Alphonse Juin, dem Oberbefehlshaber der vichy-französischen Streitkräfte in Französisch-Nordafrika. Am 7. November 1942 traf ferner Admiral François Darlan in Algier ein, um seinen dort in einer Klinik liegenden und an Polio schwer erkrankten Sohn zu besuchen. Er wurde von der alliierten Landung am darauffolgenden Tag völlig überrascht.

## Ablauf der Operation
Am späten Abend des 7. November 1942 stiegen die amerikanischen Ranger sowie die britischen Truppen von dem vor der Küste stehenden und zur alliierten Hauptstreitmacht vor Algier (der sogenannten Eastern Task Force unter Konteradmiral Harold Burrough) gehörenden britischen Leichten Kreuzer Sheffield auf die beiden Zerstörer Broke und Malcolm um. Beide Schiffe liefen danach, etwa ab 1.40 Uhr, auf den Hafen von Algier zu. 

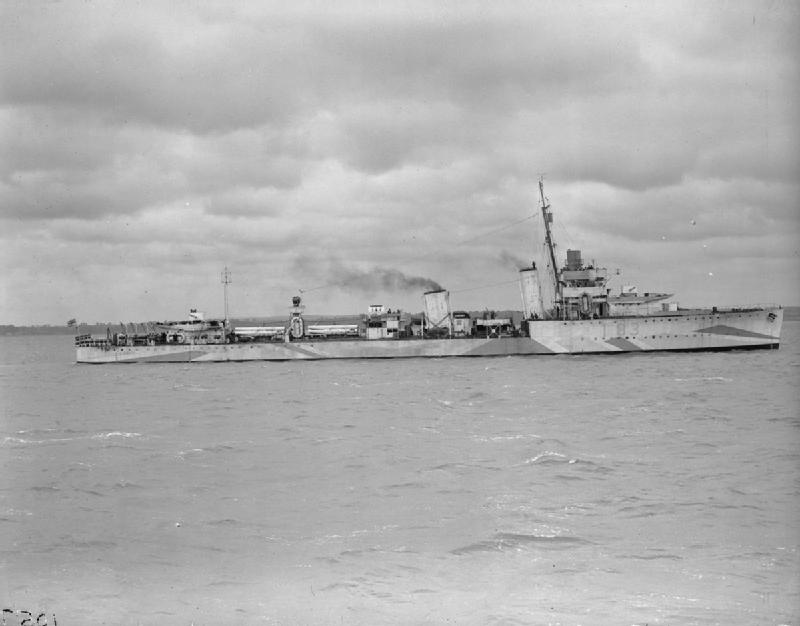
Der britische Zerstörer Broke, der im Verlauf der Operation schwer beschädigt wurde und später sank (Aufnahme von Juli 1942).

### Orientierungsschwierigkeiten vor dem Hafen
Infolge von Orientierungsschwierigkeiten in der Nacht fanden beide Schiffe den relativ schmalen Eingang in den Hafen zwischen den drei Hauptmolen indessen nicht sofort und mussten bis etwa 3.50 Uhr drei Versuche unternehmen, um die Hafeneinfahrt zu finden. Nachdem zur gleichen Zeit jedoch die flankierenden alliierten Hauptlandungen beiderseits von Algier stattgefunden und somit die vichy-französischen Streitkräfte alarmiert hatten, konnte ein Überraschungsmoment nicht mehr erreicht werden. Gegen 4.06 Uhr morgens eröffneten die französischen Batterien das Feuer auf die beiden Zerstörer, die zudem von Scheinwerfern aufgefasst wurden. Die Malcolm erhielt innerhalb kurzer Zeit mindestens acht Treffer von Geschützen der Batterie des Arcades und geriet in Brand. An Bord gab es zehn Tote und 27 Verwundete. Der beschädigte Zerstörer drehte daraufhin auf das offene Meer hin ab und erbat Unterstützung von der alliierten Hauptstreitmacht.
Der Zerstörer Broke indessen fand schließlich beim vierten Anlauf den Eingang in den Hafen und lief mit hoher Fahrt in diesen ein, wobei ein kleines Hafenwachboot, bewaffnet mit Maschinengewehren, gerammt und versenkt wurde. Die Truppen an Bord der Broke, insgesamt etwa 280 Mann (und damit weniger als die Hälfte der alliierten Kommandosoldaten), wurden ab 5.20 Uhr im Südteil des Hafens ausgeschifft. 

### Aufstand der Résistance
Derweilen hatten die etwa 400 Angehörigen der Résistance in Algier in den Nachtstunden, etwa ab 1.00 Uhr, Kommando- und Schlüsselstellen (Telefonzentralen, Radiostationen) angegriffen und unter anderem Alphonse Juin und François Darlan in ihren Privatwohnsitzen vorübergehend festsetzen können. Da die Untergrundkämpfer jedoch ihrerseits bald von überlegenen Einheiten der vichy-treuen Kräfte, darunter Polizei- und Militäreinheiten, eingekreist wurden, blieb die Wirkung des Aufstandes begrenzt. Allerdings sorgte die Verwirrung dafür, dass koordinierte Befehle an die einzelnen Truppenteile vorerst nicht gegeben werden konnten, was – in Kombination mit den im Hafen gelandeten amerikanischen Rangern – dazu führte, dass etwaige Vorhaben, die Hafenanlagen zu zerstören, nicht umgesetzt wurden. 
Nachdem nach etwa sechs Stunden die Befehlsstrukturen der Vichy-Kräfte wieder teilweise hergestellt waren und der Aufstand der Résistance weitgehend neutralisiert worden war, konzentrierten sich die Vichy-Verbände etwa ab 8.30 Uhr morgens wieder verstärkt auf die amerikanischen Truppen im Hafenbereich.

### Kämpfe im Hafen
Der immer noch im Hafen liegende Zerstörer Broke wurde etwa ab 8.30 Uhr heftig von der Batterie de l’Amiraute sowie einer in der Stadt stehenden Haubitze beschossen und erlitt bis 9.20 Uhr mindestens fünf Treffer. Zudem beschädigten Naheinschläge das Schiff. Angesichts des schweren feindlichen Beschusses befahl Captain Fancourt den Rückzug und ließ die Schiffssirene aufheulen, um den Rangern im Hafen zu signalisieren, dass sie auf das Schiff zurückkehren sollten. Colonel Swenson jedoch befahl seinen Soldaten, in ihren Sicherungspositionen zu bleiben, da er die Risiken an Land als geringer einschätzte als auf dem unter Feuer liegenden Schiff. Zudem glaubte er, seine Positionen im Hafen bis zum Eintreffen der alliierten Hauptstreitmacht halten zu können. Captain Fancourt lief infolgedessen mit der bereits stark beschädigten Broke aus, ohne die Masse der US-Soldaten wieder an Bord genommen zu haben. Lediglich etwa 50 Ranger, die Swensons Befehl zum Verbleiben nicht erhalten hatten, waren noch an Bord des Zerstörers gegangen. 
Bereits kurz nach dem Verlassen des Hafens ereignete sich auf der brennenden Broke ein Maschinenschaden und der Zerstörer musste von dem zur Unterstützung herangekommenen britischen Geleitzerstörer Zetland, der nahe Cape Matifou mit Küstenbeschießungen beschäftigt gewesen war, in Schlepp genommen werden. Während des Abschleppens kollidierte die manövrierunfähige Broke jedoch mit der Zetland und sank kurze Zeit später. Die Besatzung, die während der Operation insgesamt neun Tote und 18 Verwundete zu beklagen hatte, konnte vom Geleitzerstörer aufgenommen werden. 

### Kapitulation der Landungstruppen
Währenddessen hatte sich die Lage der amerikanischen Ranger im Hafen stark verschlechtert, einerseits ging den Amerikanern allmählich die Munition aus und andererseits waren gegen 11.30 Uhr erste vichy-französische Panzer und Panzerspähwagen nahe dem Hafen erschienen. Ferner wurde der Hafenbereich von bis zu 1.500 vichy-französischen Soldaten und Polizisten umstellt. Da Colonel Swenson zudem keine Hinweise darauf hatte, dass sich die alliierte Hauptstreitmacht unmittelbar nähern würde, entschloss er sich gegen 12.30 Uhr zur Kapitulation, um seine noch etwa 230 Ranger nicht in einem sinnlosen Gefecht zu opfern. 
Nur wenige Stunden später, noch während die US-Truppen entwaffnet und zu Gefangenensammelstellen abgeführt wurden, erklärte Alphonse Juin, der Oberbefehlshaber der vichy-französischen Streitkräfte in Französisch-Nordafrika, die Kapitulation der Garnison von Algier, auch weil die Stadt mittlerweile von alliierten Truppen eingekreist worden war. Da sich Admiral Darlan indessen zwei Tage lang weigerte, die Kapitulation aller Vichy-Verbände zu befehlen, verblieben die gefangenen Ranger für zwei Tage in französischer Gefangenschaft und kamen erst frei, nachdem am 10. November 1942 Darlan (unter amerikanischem Druck) die Feuereinstellung in ganz Französisch-Nordafrika anzuordnen bereit war.

## Verluste
Die alliierten Streitkräfte erlitten während der Operation Terminal teils empfindliche Verluste, so ging der Zerstörer Broke verloren und wurde der zweite bei der Operation eingesetzte Zerstörer erheblich beschädigt. Insgesamt fanden 43 Seeleute und Soldaten den Tod, weitere 78 wurden verwundet. Die Verluste der Résistance sind unklar, dürften aber bei etwa 15 bis 20 Toten und Verwundeten gelegen haben. 
Die Opferzahlen auf vichy-französischer Seite sind ebenfalls nicht gesichert, lagen aber geschätzt bei etwa 30 Toten und 60 Verwundeten. Ferner ging ein kleineres Hafenwachfahrzeug verloren. 

## Auswirkungen
Obgleich die gelandeten alliierten Truppen letztlich eine taktische Niederlage erlitten und zur Kapitulation gezwungen waren, kann die Operation als strategischer Erfolg gewertet werden, da die Hafenanlagen weitgehend unversehrt in alliierte Hände fielen. Durch das zeitweilige Chaos in der Befehlskette der Vichy-Truppen, bedingt durch den Aufstand der Résistance, sowie durch die Besetzung des Hafens durch die amerikanischen Ranger, konnten keine koordinierten Zerstörungsmaßnahmen ergriffen werden und wurden zudem die Vichy-Truppen in der Stadt selbst gebunden, was den beiderseits von Algier vorstoßenden alliierten Truppen den Vormarsch erleichterte. 
Sowohl der Hafen von Algier als auch Oran wurden später, vor allem während der Kämpfe um Tunesien, zu wichtigen Umschlagplätzen für den alliierten Nachschub. 